# Louis-Maurice de la Hamaide

Wapen van de familie de la Hamaide

Louis Maurice Gustave Joseph de la Hamaide (Brussel, 27 mei 1780 - 10 juli 1826) was een Zuid-Nederlands edelman.

## Levensloop
Louis de la Hamaide was een zoon van majoor Thierry de la Hamaide (1733-1814) en van Henriette de Peellaert (1743-1815). Anselme de Peellaert was zijn oom.
Hij kreeg adelserkenning in 1822, onder het Verenigd Koninkrijk der Nederlanden. Hij werd eerste advocaat-generaal bij het Opperste Gerechtshof in Brussel.
In 1823 trouwde hij met Marie-Julienne de Fierlant (1785-1874) en ze bleven kinderloos. Dit betekende meteen het einde van deze familietak. Hij overleed op nog jonge leeftijd, zodat hij niet de schitterende carrière kon realiseren die procureur-generaal Frans Jozef Beyts hem had voorspeld.
In 1939 en in 1976 namen drie verre familieleden, onder de naam de la Hamayde, de adellijke status weer aan, met afstammelingen tot heden.